# Beuveille
Beuveille és un municipi francès situat al departament de Meurthe i Mosel·la i a la regió del Gran Est. L'any 2007 tenia 630 habitants.

## Demografia

### Població
El 2007 la població de fet de Beuveille era de 630 persones. Hi havia 235 famílies, de les quals 59 eren unipersonals (21 homes vivint sols i 38 dones vivint soles), 63 parelles sense fills, 100 parelles amb fills i 13 famílies monoparentals amb fills.
La població ha evolucionat segons el següent gràfic:
Habitants censats

### Habitatges
El 2007 hi havia 269 habitatges, 241 eren l'habitatge principal de la família, 5 eren segones residències i 23 estaven desocupats. 224 eren cases i 45 eren apartaments. Dels 241 habitatges principals, 184 estaven ocupats pels seus propietaris, 49 estaven llogats i ocupats pels llogaters i 7 estaven cedits a títol gratuït; 1 tenia una cambra, 18 en tenien dues, 24 en tenien tres, 65 en tenien quatre i 133 en tenien cinc o més. 199 habitatges disposaven pel capbaix d'una plaça de pàrquing. A 108 habitatges hi havia un automòbil i a 105 n'hi havia dos o més.

### Piràmide de població
La piràmide de població per edats i sexe el 2009 era:
| Homes | Edats   | Dones |
| ----- | ------- | ----- |
| 0     | 95 o +  | 0     |
| 0     | 90 a 94 | 4     |
| 4     | 85 a 89 | 4     |
| 0     | 80 a 84 | 0     |
| 12    | 75 a 79 | 8     |
| 8     | 70 a 74 | 24    |
| 20    | 65 a 69 | 20    |
| 20    | 60 a 64 | 8     |
| 12    | 55 a 59 | 12    |
| 8     | 50 a 54 | 16    |
| 28    | 45 a 49 | 12    |
| 20    | 40 a 44 | 24    |
| 20    | 35 a 39 | 20    |
| 16    | 30 a 34 | 16    |
| 16    | 25 a 29 | 16    |
| 16    | 20 a 24 | 4     |
| 20    | 15 a 19 | 20    |
| 12    | 10 a 14 | 24    |
| 16    | 5 a 9   | 16    |
| 20    | 0 a 4   | 12    |

## Economia
El 2007 la població en edat de treballar era de 398 persones, 300 eren actives i 98 eren inactives. De les 300 persones actives 273 estaven ocupades (159 homes i 114 dones) i 27 estaven aturades (14 homes i 13 dones). De les 98 persones inactives 27 estaven jubilades, 29 estaven estudiant i 42 estaven classificades com a «altres inactius».

### Ingressos
El 2009 a Beuveille hi havia 262 unitats fiscals que integraven 699 persones, la mediana anual d'ingressos fiscals per persona era de 16.703 €.

### Activitats econòmiques
Dels 16 establiments que hi havia el 2007, 1 era d'una empresa alimentària, 3 d'empreses de comerç i reparació d'automòbils, 2 d'empreses d'hostatgeria i restauració, 3 d'empreses immobiliàries, 4 d'entitats de l'administració pública i 3 d'empreses classificades com a «altres activitats de serveis».
Dels 3 establiments de servei als particulars que hi havia el 2009, 1 era un restaurant i 2 salons de bellesa.
Dels 2 establiments comercials que hi havia el 2009, 1 era una botiga de menys de 120 m² i 1 una fleca.
L'any 2000 a Beuveille hi havia 13 explotacions agrícoles que ocupaven un total de 735 hectàrees.

## Equipaments sanitaris i escolars
El 2009 hi havia una escola elemental integrada dins d'un grup escolar amb les comunes properes formant una escola dispersa.

## Poblacions més properes
El següent diagrama mostra les poblacions més properes.